# Fonts de Guixers

## Deus naturals

### Font de Coll de Jou
La font de Coll de Jou és una font de broc de pedra que brolla en el mur de contenció que tanca Coll de Jou per la banda nord. La font és dins un nínxol obert en aquest mur.

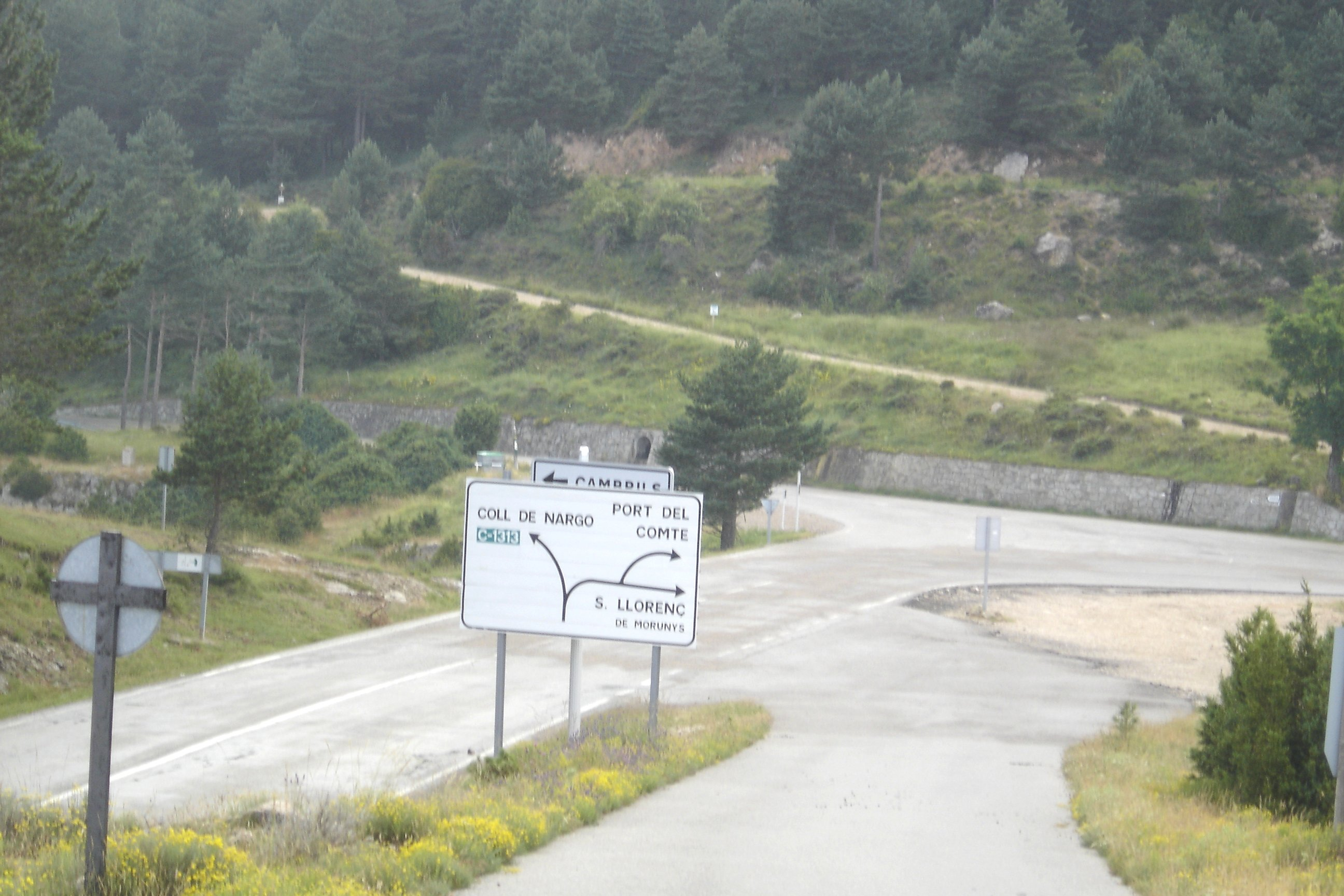
El nínxol de la font s'albira just damunt dels indicadors

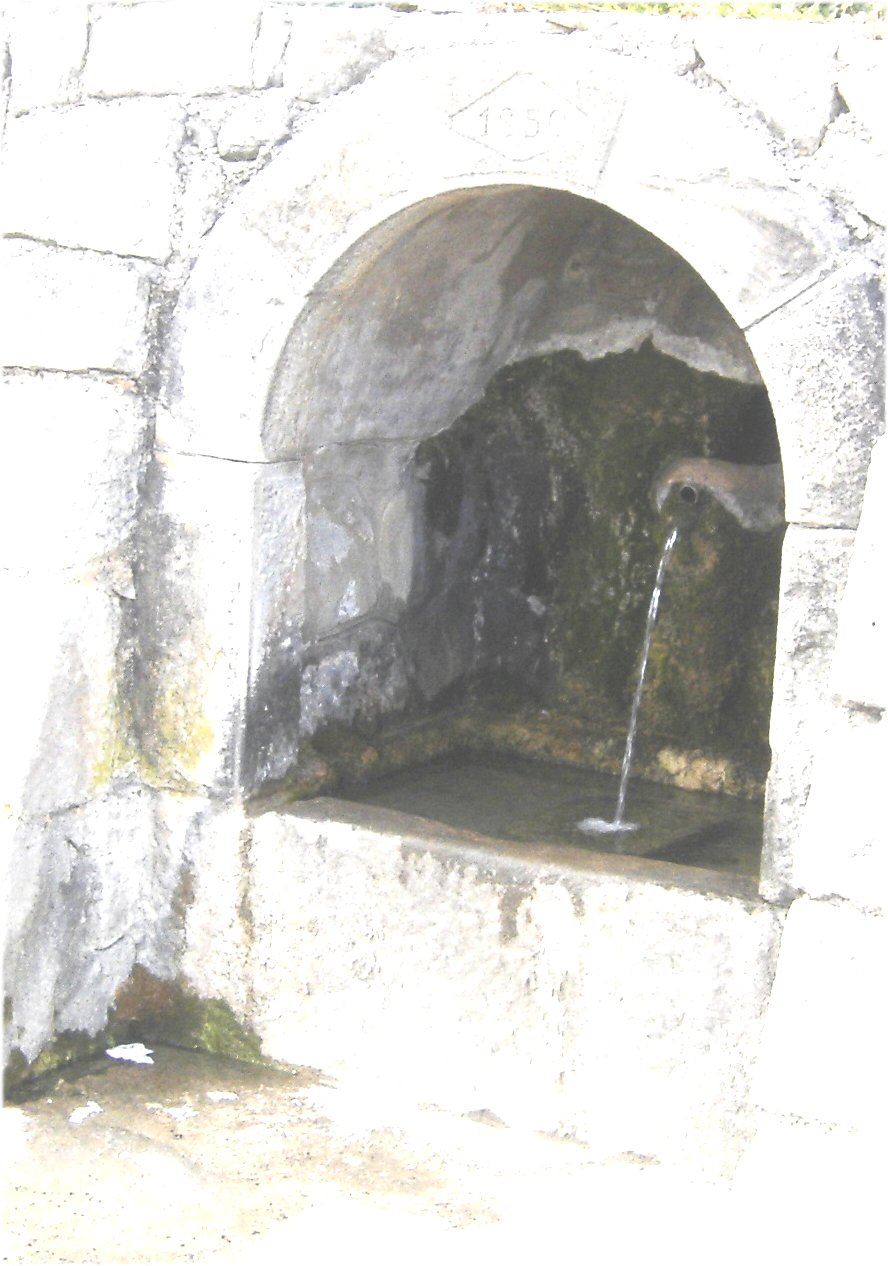
L'interior del nínxol de la font

### Font de Fenarals
La font de Fenarals (escrit també Fanarals, Fanerals o Fenerals i dita també Fonts Fenarals) és una font de broc que brolla en un mur de contenció d'un marge de la carretera LV-4241b de Solsona a Coll de Jou, al punt quilomètric 21,140 i des d'ella s'albira una basta panoràmica del clot de Vilamala.
Ja fa anys el mur de contenció estava obrat en pedra i la font brollava directament del mur. Al fer-se el mur de ciment és ba obrar el nínxol actual.
El topònim probablement provingui de fenàs.

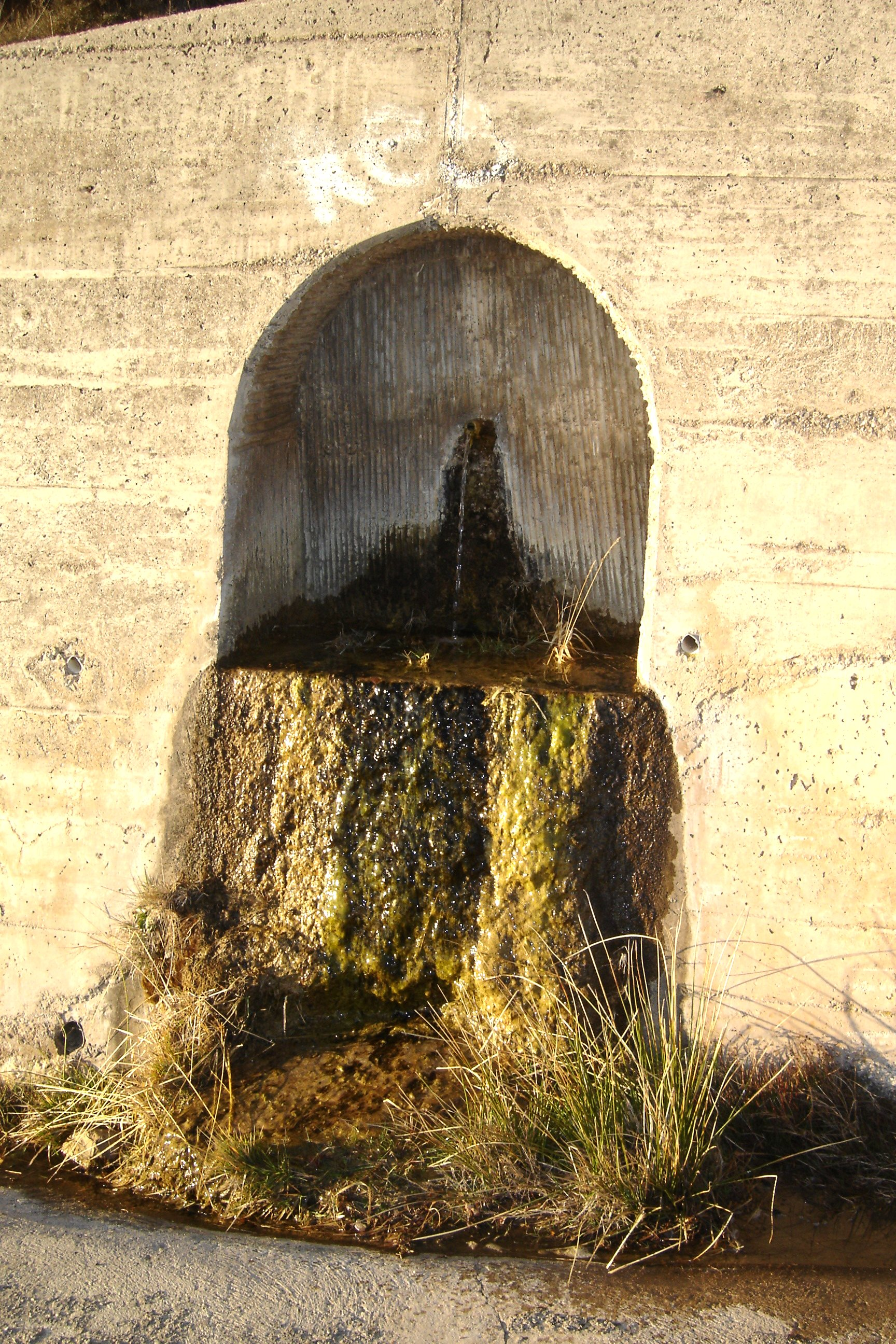
Vista de la font

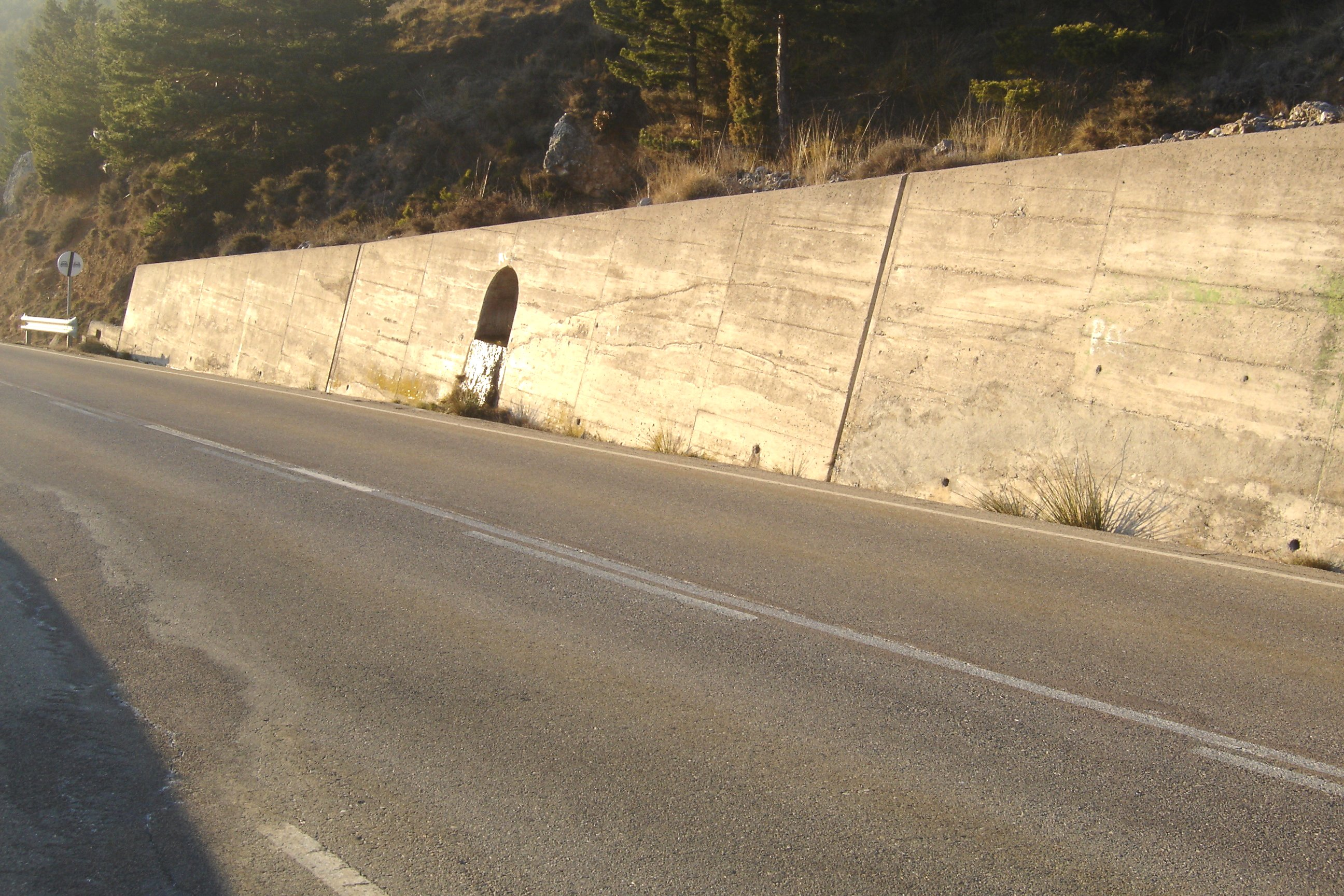
El mur de contenció on es troba la font

### Font de Sant Isidre
La font de Sant Isidre és una petita font de broc obrada en pedra, ciment i rajola que es troba al costat del camí del Santuari de Lord, 350 m. després de sortir del túnel del túnel del roc Foradat. El seu rajolí (mai abundó i a vegades sec del tot) sorgeix d'una beta que hi ha en els conglomerats montserratins del vessant nord-occidental del tossal de Vall-llonga i és conduït fis a la font per un curt canaló metàl·lic. Tal com s'indica en una petita inscripció sobre ciment al lateral dret de la font, va ser obrada en darrera ocasió el gener de 1995

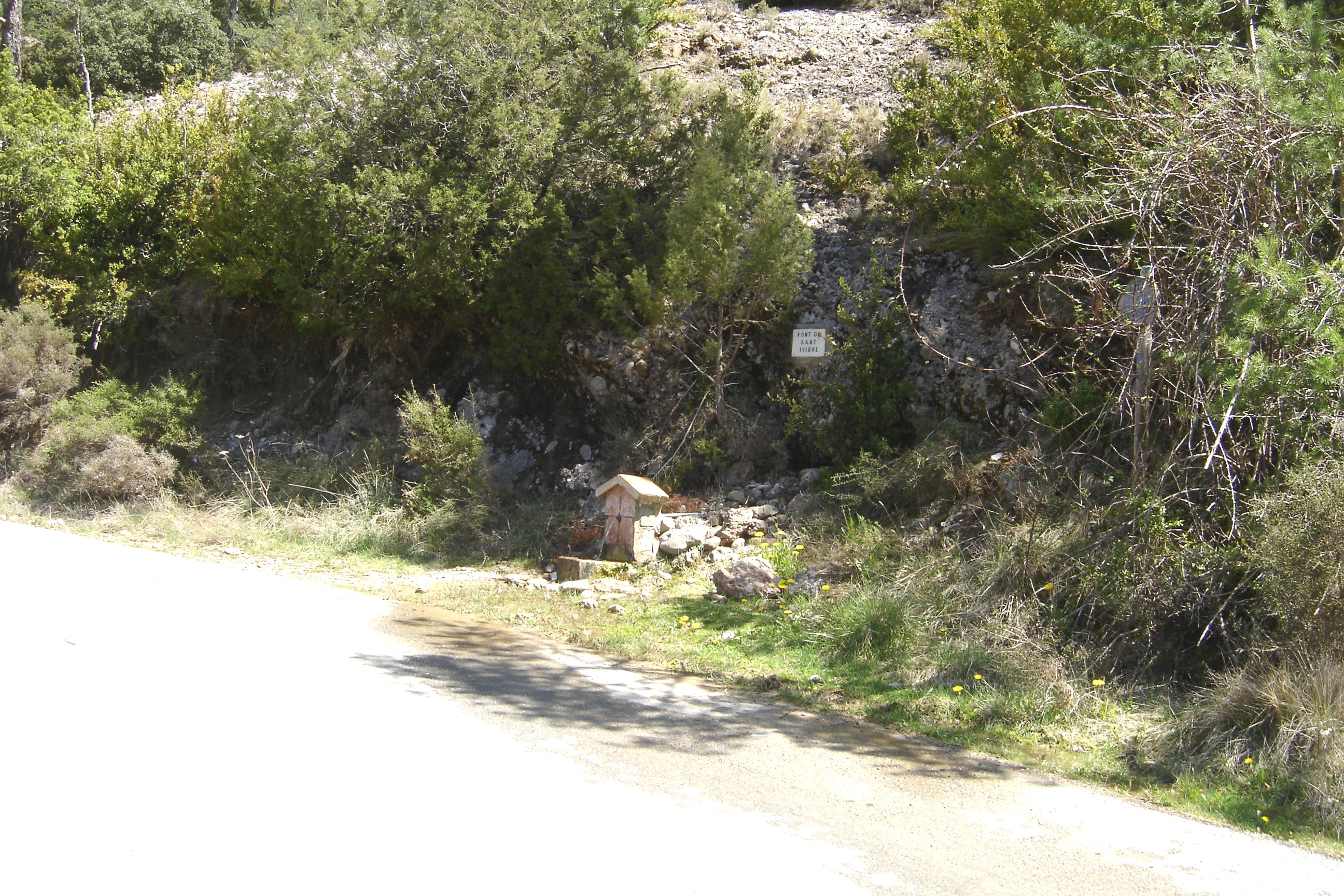
vista del lloc on es troba la font

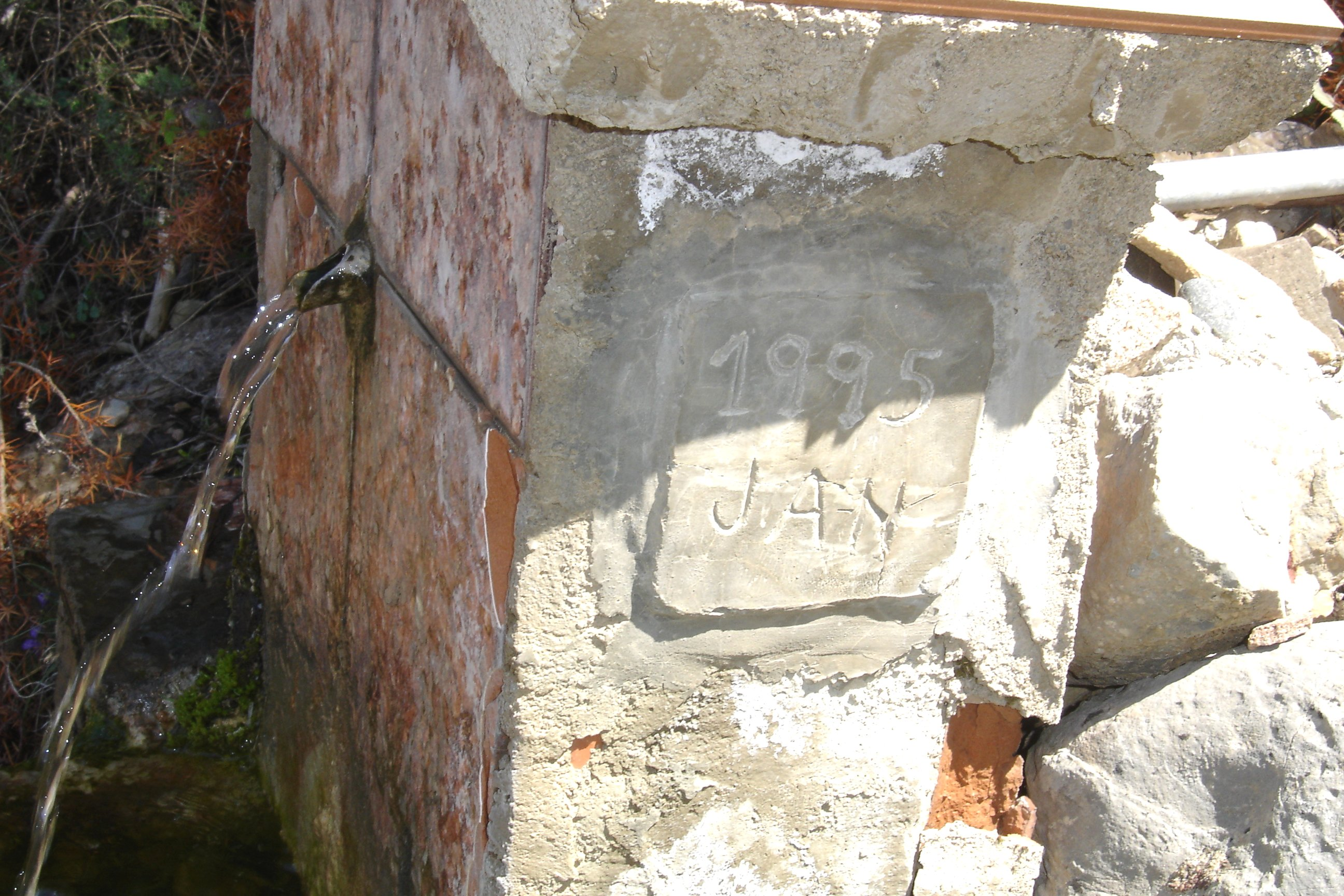
La inscripció

### Font de Sant Serni
La font de Sant Serni és una font d'aixeta de polsador amb pica de pedra i cóm lateralque es troba davant de l'ermita de Sant Serni del Grau, a l'altre costat del camí del Santuari de Lord,. L'aigua sur d'una roca de conglomerats montserratins.

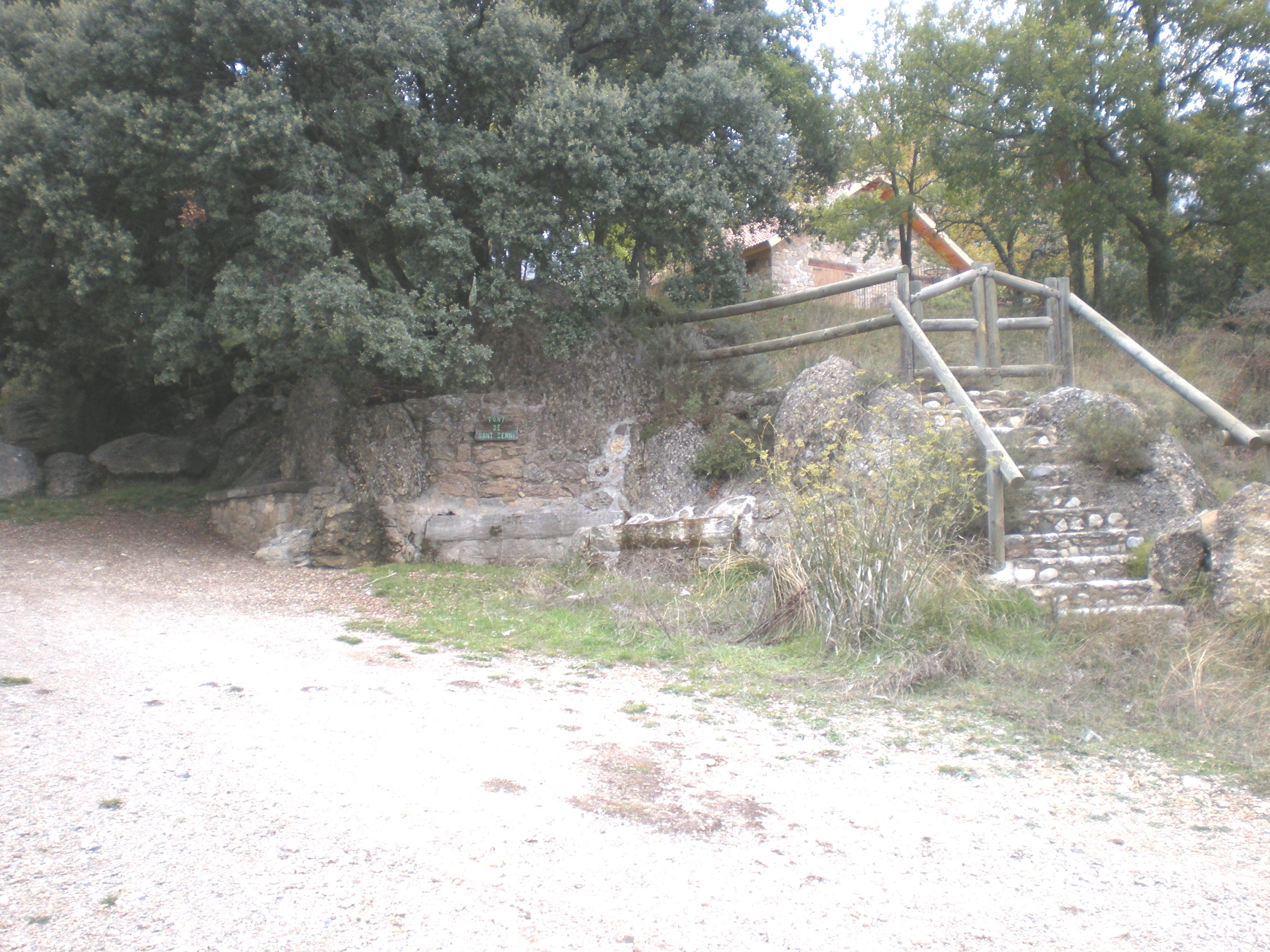
Vista del lloc on es troba la font

### Font del Teixó
La font del Teixó és una font d'aixeta de polsador obrada en pedra. Es troba en un planell lleugerament inclinat cap al sud, vora un bosc de pins i a 1.325 m d'altitud, al costat de la carretera de Solsona a  Coll de Jou (50 m al nord)a l'alçada del km 21. Aquesta proximitat a la carretera així com el seu fàcil accés fa que sigui una font força concorreguda per a fer-hi fontades.
Una tapa de ciment que hi ha davant de la font indica la data en què va ser obrada: 5 de febrer de 1993.

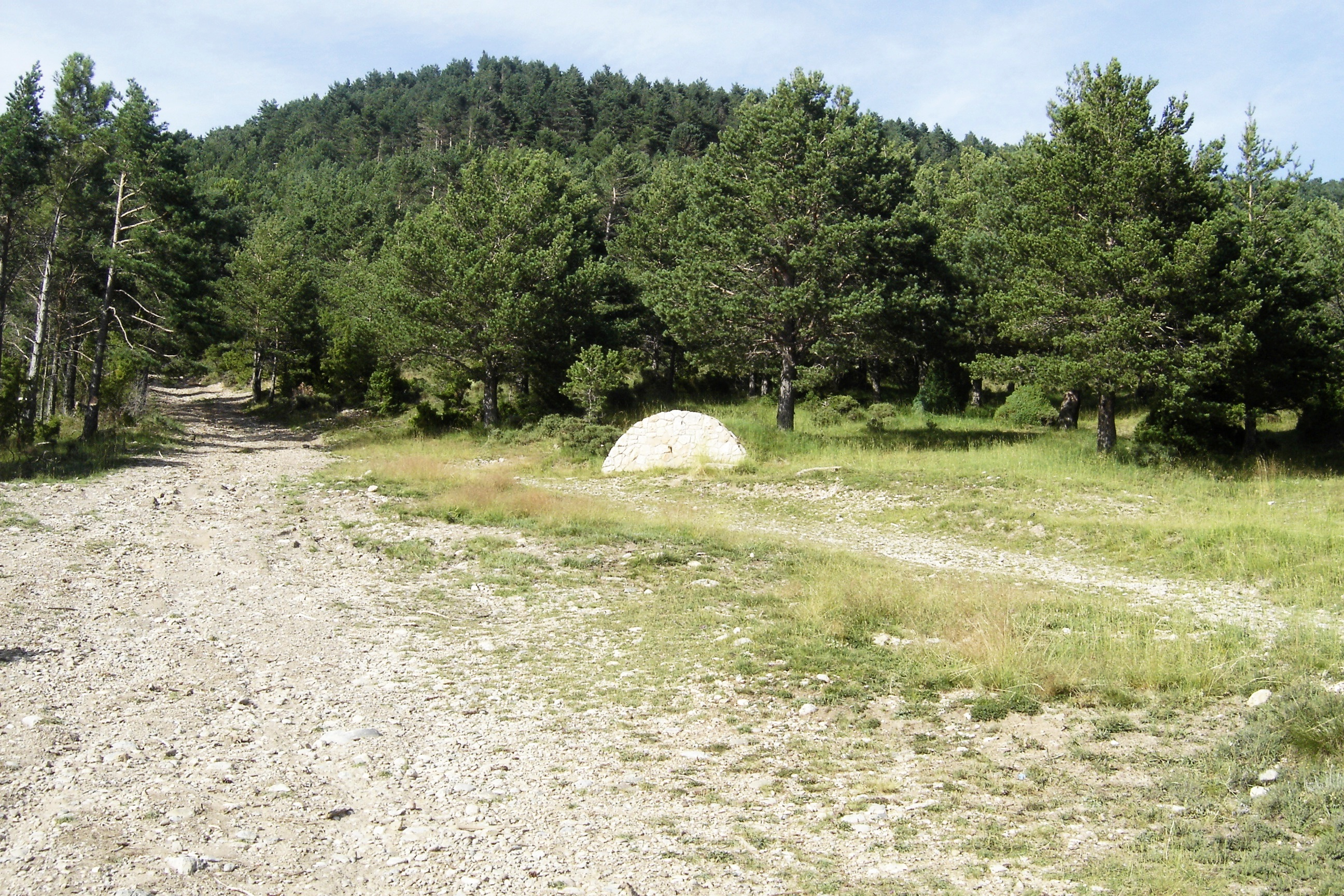
Vista de la situació de la font

S'ignora l'origen del seu nom.

## Fonts canalitzades

### Font de la Santa Creu d'Ollers
La font de la Santa Creu d'Ollers és una font canalitzada, obrada en pedra i amb aixeta de polsador del municipi de Guixers que es troba davant de l'absis de l'ermita de la Santa Creu d'Ollers.

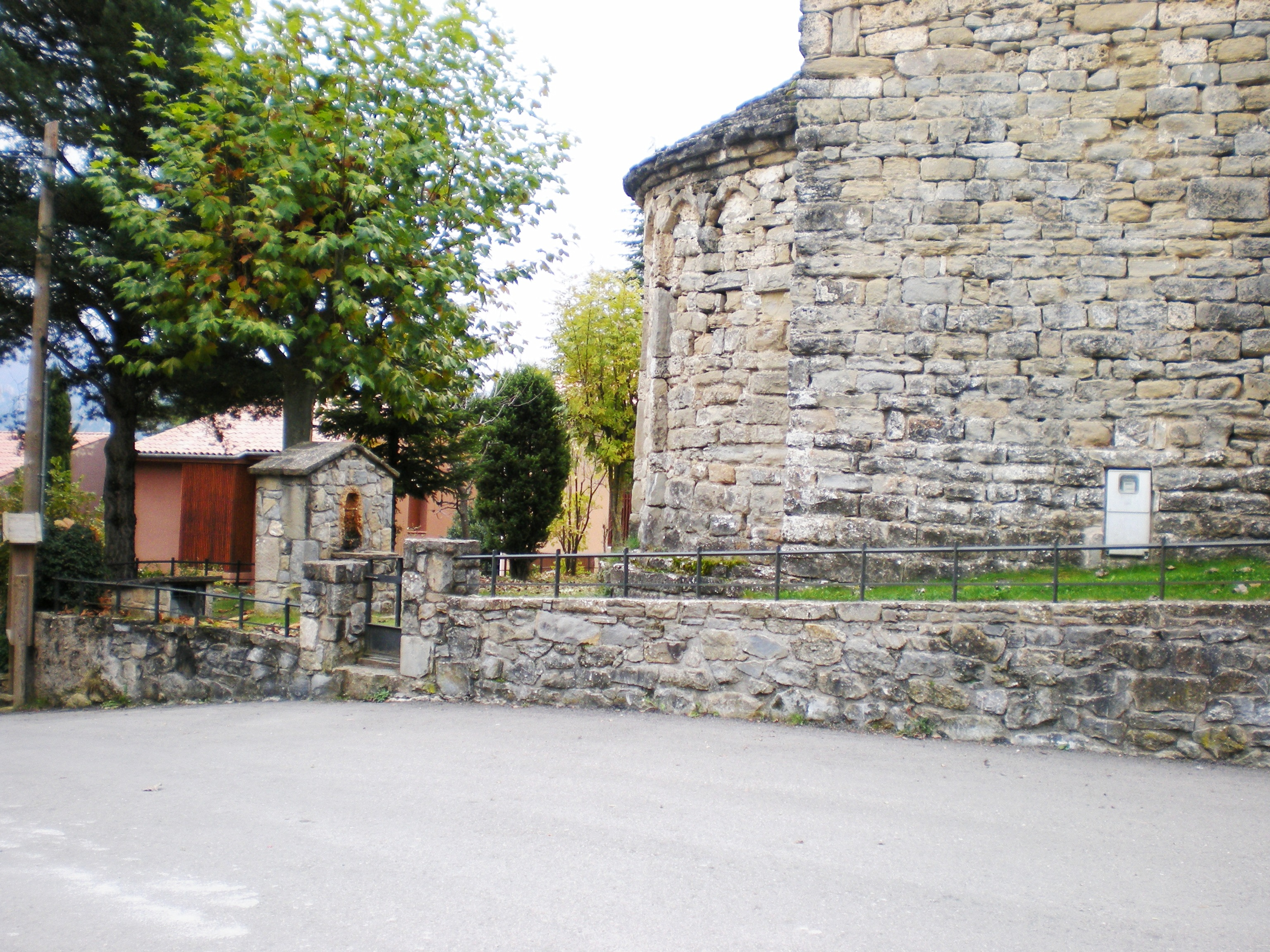
La font és situada darrere l'absis